# Ропство у Византији
Ропство у Византијском царству је било широко заступљено током његовог целокупног постојања.
Средњовековни арапски историчар проценио је да је око 200.000 жена и деце одведено у ропство када је Византија освојила Крит од муслимана. После десетог века највећи извор робова су била словенска (бугарска) племена.